# Indialantic
Indialantic é uma vila localizada no estado americano da Flórida, no condado de Brevard. Foi incorporada em 1952.

## Geografia
De acordo com o United States Census Bureau, a vila tem uma área de 3,4 km², onde 2,5 km² estão cobertos por terra e 0,9 km² por água.

### Localidades na vizinhança
O diagrama seguinte representa as localidades num raio de 16 km ao redor de Indialantic.

## Demografia
Segundo o censo nacional de 2010, a sua população é de 2 720 habitantes e sua densidade populacional é de 1 082,68 hab/km². Possui 1 584 residências, que resulta em uma densidade de 630,50 residências/km².